# Cole Peverley
Cole Robert Peverley (Auckland, 3 de julho de 1988) é um futebolista profissional neozelandês que atua como meia, atualmente defende o Team Wellington.

## Carreira
Cole Peverley fez parte do elenco da Seleção Neozelandesa de Futebol nas Olimpíadas de 2008.